# Zoodes fulguratus
Zoodes fulguratus är en skalbaggsart som beskrevs av Charles Joseph Gahan 1906. Zoodes fulguratus ingår i släktet Zoodes och familjen långhorningar.
Artens utbredningsområde är:
- Laos.
- Burma.

Inga underarter finns listade i Catalogue of Life.